# Nikon Coolpix S7
Le Nikon Coolpix S7 est un appareil photographique numérique de type compact fabriqué par Nikon de la série de Nikon Coolpix.
Commercialisé en septembre 2006 en même temps que le S7c aux mêmes caractéristiques mais avec une fonction Wi-Fi, le S7 est un appareil de forme ergonomique assurant une bonne prise de main, de dimensions réduites: 10,05 x 6 x 2,1 cm, d'une définition de 7,1 mégapixels et d'un zoom optique de 3x.
Sa portée minimum de la mise au point est de 30 cm, ramenée à 4 cm en mode macro.
Il est équipé d'une fonction « AF Priorité visage » qui permet d'avoir des portraits d'une bonne luminosité puisque l'appareil détecte les visages et réalise la mise au point dessus.
Il possède également le système « D-lighting » développé par Nikon qui permet éclaircir les zones sous-exposées d'une image directement à partir de l'appareil, ainsi que le dispositif de stabilisation numérique "VR" (Vibration Reduction) qui permet de supprimer le flou de bougé uniquement pendant l’enregistrement de clips vidéo.
Son automatisme gère 15 modes Scène pré-programmés afin de faciliter les prises de vues (paysage, portrait, macro, musée, fête/intérieur, rétro-éclairage, plage/neige, portrait nuit, feu d'artifice, nocturne, aube/crépuscule, assistant de panorama, reproduction, sports, coucher de soleil).
L’ajustement de l'exposition est automatique et permet également un mode manuel avec un ajustement dans une fourchette de ±2.0 par paliers de 0,33 EV.
La balance des blancs se fait de manière automatique, mais également semi-manuel avec des options pré-réglées (ensoleillé, lumière incandescente, tube fluorescent, nuageux, flash/éclair).
La fonction « BSS » (Best Shot Selector) sélectionne parmi dix prises de vues successives, l'image la mieux exposée et l'enregistre automatiquement.
Sa fonction « Pictmotion » intégrée permet de visualiser un diaporama musical sur l'appareil photo ou le téléviseur en choisir un style et un extrait musical.
Son flash incorporé a une portée effective de 0,3 à 7,5 m en grand-angle et de 0,3 à 4 m en téléobjectif et dispose de la fonction atténuation des yeux rouges.
Il est fourni avec une station d'accueil MV-15 qui permet de recharger la batterie de l'appareil, de transférer les images sur l'ordinateur via un câble USB ou de visualiser les images de l'appareil sur un téléviseur, ainsi que le socle PV-11 qui permet d'imprimer sur n'importe quelle imprimante compatible ImageLink, sans passer par l'ordinateur.
Son mode Rafale permet de prendre en continu 1,4 image par seconde.
Nikon a arrêté sa commercialisation en 2007

## Caractéristiques
- Capteur CCD taille 1/2,5 pouce - 7,41 millions de pixels, effective : 7,1 millions de pixels
- Zoom optique : 3x, numérique: 4x
- Distance focale équivalence 35 mm : 35-105 mm
- Ouverture de l'objectif : F/2,8-F/5,0
- Vitesse d'obturation : 2 à 1/1500 seconde
- Sensibilité: auto 50 à 800 ISO et manuel : 50 - 100 - 200 - 400 - 800 et 1600 ISO.
- Stockage : Secure Digital SD et MultiMedia Card - mémoire interne de 14 Mo
- Définition image maxi : 3072x2304 au format JPEG.
- Autres définitions : 2592x1944, 2048x1536, 1024x768 et 640x480
- Définitions vidéo : 320x240 et 640x480 à 30 images par seconde et 160x120 et 320x240 à 15 images par seconde au format Quicktime avec son.
- Connectique : docking station, USB, audio/vidéo composite
- Écran LCD de 3 pouces - matrice active TFT de 230 000 pixels
- Compatible PictBridge et ImageLink
- Batterie propriétaire rechargeable Lithium-ion type EN-EL8
- Poids : 135 g sans accessoires (batterie et carte mémoire)
- Finition : argent laqué.